# Lian Jiang (vattendrag i Kina, Guangdong, lat 24,03, long 113,30)
Lian Jiang är ett vattendrag i Kina.   Det ligger i provinsen Guangdong, i den sydöstra delen av landet, 1 800 km söder om huvudstaden Peking.